# Jan van Luxemburg (1400-1466)
Jan bastaard van Luxemburg (~1400 – 28 juli 1466), heer van Hautbourdin, was admiraal van de Nederlanden buiten Vlaanderen van omstreeks 1446 tot zijn dood in 1466.
In 1433 was hij gekozen tot ridder in de Orde van het Gulden Vlies. Ook was hij lid van de hertogelijke raad van Filips de Goede en later de Grote Raad.